# Formula Challenge
Formula Challenge es un videojuego de carreras desarrollado por Aqua Pacific para PlayStation 2, Windows y PlayStation 3. Fue publicado por Oxygen Interactive para PS2, por Trend Redaktions para PC y por OG International para PS3.

## Jugabilidad
Formula Challenge es un juego inspirado en la Fórmula 1 y dirigido a principiantes. Hay dos modos para un jugador: carrera rápida y campeonato. El campeonato consta de diez carreras con dos vueltas clasificatorias y hasta diez vueltas cada una. El número de vueltas es ajustable. A diferencia de otros juegos de Fórmula 1, la simulación de manejo y física está orientada a la acción. Las pistas sin licencia se encuentran en Europa, América, África y Asia.

## Recepción
Chris Wigham de Console Obsession escribió: "Puede que Formula Challenge no sea el peor juego que hemos jugado, pero seguro que está muy lejos de ser el mejor. El precio de £15 parece demasiado alto para la calidad del juego, y se puede encontrar un valor mucho mejor por un poco menos de dinero. Los niños que no conocen nada mejor pueden disfrutarlo, pero no podemos recomendar este en absoluto a nadie más".